# میراگینین
میراگینین (به انگلیسی: Mitragynine) با فرمول شیمیایی C23H30N2O4 یک ترکیب شیمیایی با شناسه پاب‌کم 159427 است. که جرم مولی آن ۳۹۸٫۴۹۵۳ گرم بر مول می‌باشد. 